# 킹 아더
《킹 아더》(영어: King Arthur)는 2004년 공개된 영화이다. 안톤 후쿠아가 감독, 데이비드 프란조니가 각본을 맡은 작품으로, 아서왕에 관한 이야기이다.

## 출연

### 주연
- 클라이브 오웬
- 스티븐 딜레인
- 키이라 나이틀리
- 이안 그루퍼드
- 스텔란 스카르스고르드

### 조연
- 레이 윈스턴
- 휴 댄시
- 레이 스티븐슨
- 틸 슈바이거
- 찰리 크리드 마일즈
- 조엘 에저튼
- 켄 스탓
- 이바노 마레스코티
- 팻 키네밴
- 돈 브래드필드
- 숀 길더
- 매즈 미켈슨

## 기타
- 미술: 댄 웨일
- 의상: 페니 로즈
- 배역: 미쉘 기쉬
- 배역: 프랭크 모이셀
- 배역: 론나 크레스
- 배역: 누올라 모이셀